# Governing Council of the Cat Fancy
Governing Council of the Cat Fancy (GCCF) (lit. Consejo de gobernación de gatos elegantes) es un registro de gatos, establecido en 1910 y la organización más grande que registra gatos de pedigrí en el Reino Unido. Se formó a partir de un pequeño número de clubes de gatos que registraban gatos en el momento en que el concepto de los "gatos elegantes" modernos estaba en sus primeras etapas. Se considera el prototipo original para los registros de fantasía de gatos. Es un organismo independiente con alrededor de 150 clubes miembros, incluidos clubes especializados de raza y clubes de área que cubren regiones particulares. El GCCF se convirtió en una empresa constituida el 5 de noviembre de 2010. Otorga licencias para espectáculos de gatos organizados por sus clubes afiliados con alrededor de 135 espectáculos por año. Los gatos de pedigrí que se muestran en estos espectáculos pueden ganar los títulos de Campeón, Gran Campeón, Gran Campeón Imperial y Olímpico. El último tiene tres niveles, bronce, plata y oro. La palabra Campeón es reemplazada por Premier para gatos castrados. La exhibición de gatos que no son de pedigrí (a menudo denominados gatos domésticos de pelo corto y de pelaje largo) y Pedigree Pets también es popular en los espectáculos de GCCF. 
El GCCF también coordina su propio espectáculo: el Supreme Cat Show, que es famoso por ser el espectáculo de gatos más grande del mundo y a menudo se lo conoce como el equivalente felino de Crufts . Los premios especiales de UK y Supreme Champion se pueden obtener solo en este espectáculo. 
Las oficinas de GCCF tienen su sede en Bridgwater y cuentan con personal que se ocupa de registros, publicaciones, procesamiento de espectáculos y reclamos de títulos, agendas y actas y correspondencia de criadores, expositores, clubes, comités asesores de razas y el público en general. También se ocupan de las quejas y las infracciones de las normas, que a veces pueden dar lugar a medidas disciplinarias e incluso la suspensión de las actividades de Cat Fancy. El GCCF es miembro de The Cat Group y del World Cat Congress. 
El GCCF ha establecido su propia organización benéfica: The Cat Welfare Trust, que utiliza los fondos recaudados a través del GCCF para encontrar formas de mejorar el bienestar de los gatos. Hasta la fecha, el fideicomiso ha otorgado miles de libras a proyectos de investigación clave en la vacunación contra la tiña, el genoma felino y la gingivoestomatitis crónica en gatos.

## Razas

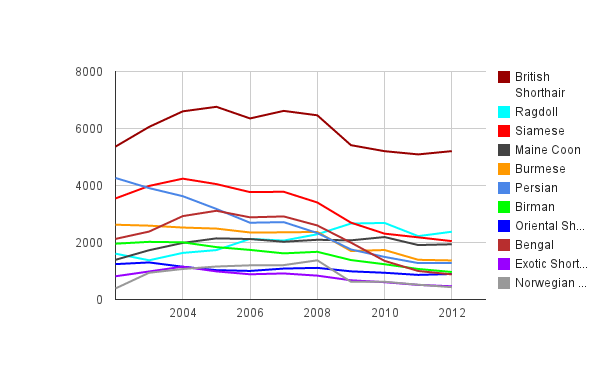
Números de registro de los últimos 10 años para las razas más populares.

Las tres razas de gatos más populares registradas en el GCCF son el British Shorthair, el Ragdoll y el Siamés. El GCCF registra alrededor de 20.000 gatos de pedigrí cada año, y actualmente reconoce las siguientes razas: 

### Sección 1
- Persa (varios colores y patrones diferentes)
- Pelo corto exótico

### Sección 2
- Sagrado de Birmania
- Maine Coon
- Nebelung
- Bosque de Noruega
- Ragdoll
- Siberiano
- Somalí
- Van turco
- Vankedisi turco
- Ragamuffin

### Sección 3
- British Longhair
- British Shorthair (varios colores y patrones diferentes)
- Cartujo (o chartreux)
- Manx
- Selkirk rex

### Sección 4
- Abisinio
- Bengala
- Cornish Rex
- Devon Rex
- Mau egipcio
- Korat
- LaPerm
- Ocicat
- Azul ruso
- Singapura
- Snowshoe
- Sokoke
- Sphynx
- Siamés tradicional
- Toyger

### Sección 5
- Asian (incluidos Bombay y Burmilla)
- Tiffanie (asiática de pelo largo)
- Australian Mist
- birmano
- Tonkinesa

### Sección 6
- Balinés
- Oriental
- Bicolor Oriental
- Oriental Shorthair (Varias variedades diferentes, incluida La Habana)
- Oriental de pelo largo
- Siamés
- Suffolk

### Razas con estado de solo registro
- Khao Manee
- Lykoi
- Angora Turca